# Gjerrild Klint
Gjerrild Klint er en op til 20 meter høj og næsten 2 kilometer lang klint der ligger på Djurslands nordøstlige kyst til Kattegat, ca. 2.5 km nordøst for landsbyen Gjerrild.
Gjerrild Klints ældste lag går tilbage til næstsidste istid, Saale-istiden der sluttede for cirka 128.000 år siden. De yngste lag er fra seneste istid, Weichsel-istiden, der havde sit højdepunkt omkring 18.000 f.Kr. Selv om den ligger lige nord for kalkklinterne Karleby- og Sangstrup Klinter er det en helt anden geologisk struktur, der udelukkende er opbygget af aflejringer fra istiden.

## Kystlinjen
Gjerrild Klint markerer overgangen fra Norddjurslands fladvandede, sandede og vadehavslignende kystlinje, der begynder ved Randers Fjord og slutter ved Gjerrild Klint. Med Gjerrild Klint starter Djurslands karakteristiske østvendte stenkyst, der også er kendetegnet ved, at det hurtigt bliver dybt. Stenkysten strækker sig 50 km mod syd fra Gjerrild Klint i nord til Gåsehage sydligst på Djursland. Stenkysten bliver afbrudt to steder. Dels af de 4 km lange kalk- og flintklinter ved Karlby og Sangstrup lidt syd for Gjerrild Klint. Disse klinter går nogle steder direkte ud i havet. Ligesom stenkysten bliver afbrudt af 5 km lange Grenaa Strand syd for Grenaa, der er den tilsandede udmunding af Kolindsund til Kattegat. Kolindsund er i dag et landbrugsområde, der ligger ned til to meter under havets overflade, og som indtil pumperne startede i 1870 var en sø, som i middelalderen var sejlbart sund fra Kattegat og 30 km ind i Djursland i retning mod Jylland. I stenalderen fortsatte Kolindsund videre til Randers Fjord, og afskar derved Norddjursland, inklusive Gjerrild-området, som en ø, der lå i Kattegats stenalderhav.

## Lystfiskerområde
Ved Gjerrild Klint starter det første af en række gode jagtdykke- og fiskesteder ned langs Djurslands Østkyst. Dette hænger sammen med varierede bundforhold af sten, tang, og småparttier med sand, som udgør levesteder for fisk og fødeemner. Ligeledes stikker Djursland ud i Kattegat, hvilket gør Djurslands østkyst strømrig. Noget der favoriserer vandudskiftning, der ilter vandet. Kombineret med at det bliver dybt tæt på kysten øges fiskemulighederne. Havørred, hornfisk, makrel og flere arter af fladfisk, hører til de fiskearter, der fanges fra Djurslands østkyst.

## Ekstene kilder og henvisninger
- Gjerrild Klint Klintprofil i Saale og Weichsel aflejringer på geus.dk (Fra Geologiske interesseområder en tidligere side fra det nedlagte Århus Amt)
- Om Gjerrild Klint på danmarksstrandguide.dk

56°30′59.05″N 10°51′44.36″Ø / 56.5164028°N 10.8623222°Ø